# Jochen Sanio
Jochen Sanio (* 29. Januar 1947 in Hameln) war der erste Präsident der deutschen Bundesanstalt für Finanzdienstleistungsaufsicht (BaFin). Er leitete die Behörde von 2002 bis 2011.

## Leben
Nach Studium der Rechtswissenschaften in Berlin und Genf legte Sanio 1971 das erste, 1974 das zweite juristische Staatsexamen ab und trat anschließend in das Bundesaufsichtsamt für das Kreditwesen (BAKred) ein, wo er zunächst im Rechtsreferat arbeitete, dann Leiter des KWG-Grundsatzreferates, 1991 Leiter der Grundsatzabteilung, 1995 Vizepräsident und schließlich 2000 Präsident des BAKred wurde.
Nachdem 2002 das BAKred mit dem Bundesaufsichtsamt für das Versicherungswesen (BAV) und dem Bundesaufsichtsamt für den Wertpapierhandel (BAWe) zur Bundesanstalt für Finanzdienstleistungsaufsicht (BaFin) verschmolzen wurde, wurde er Präsident der BaFin. Das Amt des Präsidenten wurde im Zuge dessen von der Besoldungsgruppe B 7 auf B 10 heraufgestuft. 2003 gab er seine Mitgliedschaft im Basler Ausschuss für Bankenaufsicht auf, die seitdem der für Bankenaufsicht zuständige Erste Direktor der BaFin bekleidet.
2006 wurden gegen ihn Vorwürfe erhoben, das interne Kontrollsystem der BaFin nicht ausreichend aufgebaut zu haben, wodurch es zu Veruntreuung von mehreren Millionen Euro kommen konnte. Ungeachtet dessen blieb Jochen Sanio im Amt.
Als Konsequenz daraus beschlossen Bundestag und Bundesrat 2007, die Entscheidungsstrukturen der BaFin zu verändern: Zum April 2008 wurde Sanio ein Direktorium zur Seite gestellt, das seitdem die Spitze der BaFin bildet.
Sanio soll die Frankfurter BHF-Bank im Sommer 2009 gedrängt haben, der Kölner Privatbank Sal. Oppenheim einen Kredit über 100 Millionen Euro zukommen zu lassen. Ein diesbezügliches strafrechtliches Ermittlungsverfahren wurde von der Kölner Staatsanwaltschaft 2014 eröffnet und 2015 mangels hinreichenden Tatverdachts eingestellt.
Sanio ist Mitglied der SPD.
Seine Nachfolgerin war seit dem 1. Januar 2012 Elke König.